# Шереметьєвська (платформа)
Шереме́тьєвська (рос. Шереметьевская) — зупинний пункт/пасажирська платформа Савеловського напрямку Московської залізниці та маршруту МЦД-1 у мікрорайоні (раніше селище) Шереметьєвський міста Долгопрудний Московської області.
Назва платформи вказує на ініціатора її відкриття — графа Сергія Дмитровича Шереметьєва. Власник лісових угідь, через які в 1900 році були прокладені колії Савеловського напрямку Московської залізниці, планував отримувати дохід від здачі в оренду під дачне будівництво своїх земельних ділянок.
Час руху від Москва-Бутирська — 35 хвилин.
Складається з двох берегових платформ, з'єднаних між собою настилом. Із заходу від платформи проходить неелектрифікована під'їзна колія, що прямує від станції Лобня до Павельцевської нафтобази і використовувана тільки для вантажного руху. В околицях платформи знаходиться аеропорт Шереметьєво. Відразу на північ за платформою починається двоколійне відгалуження від головного входу Савеловського напрямку на станцію Аеропорт Шереметьєво, колія до аеропорту проходить по шляхопроводу на північ від над головним ходом. Відгалуження знаходиться в межах станції Лобня, вхідний світлофор по II головній колії знаходиться на південь від платформи, тобто східна платформа знаходиться також в межах станції; вхідний світлофор по І колії знаходиться на північ від платформи, західна платформа вже на перегоні Лобня — Марк.